# Busse (Familienname)
Busse ist ein deutschsprachiger Familienname. Für die gleichnamige Adelsfamilie siehe von Busse.

## Namensträger

### A
- Adolf Busse (1856–1942), deutscher Klassischer Philologe
- Albrecht Müller-Busse (1921–2014), deutscher Ingenieur und Wirtschaftsmanager
- Alexander von Busse (1814–1878), deutscher Generalleutnant
- Alfred Busse (1909–1990), deutscher evangelischer Theologe und Heerespfarrer
- Andreas Busse (* 1959), deutscher Leichtathlet
- Astrid-Sabine Busse (* 1957), deutsche Politikerin (SPD)
- August Busse (1839–1896), deutscher Architekt und preußischer Baubeamter
- Augusto Busse (1944–2014), argentinischer Künstler

### B
- Bartold Busse († 1592), deutscher Ratsgeschworener, siehe Epitaph des Bartold Busse
- Bartold Busse (Jurist) (* 1945), deutscher Jurist, Richter am Verwaltungsgericht und Lehrbuch-Autor
- Beatrix Busse (* 1973), deutsche Anglistin, Linguistin und Hochschullehrerin
- Benedikt Schmidt-Busse (* 1976), deutscher Hockeyspieler und -trainer
- Bernhard Busse (Kirchenrechtler) (1789–1835), deutscher Kirchenrechtler und -historiker
- Bernhard von Busse (1932–2010), deutscher Architekt und Maler
- Bodo Busse (* 1969), deutscher Dramaturg und Opernintendant

### C
- Carl Busse (Autor) (1772–1829), deutscher Autor
- Carl Busse (Baumeister) (1834–1896), deutscher Baumeister, Direktor der Reichsdruckerei
- Carl Busse (Schauspieler) (1848–nach 1902), deutscher Theaterschauspieler
- Carl Ferdinand Busse (1802–1868), deutscher Architekt, Direktor der Bauakademie
- Carl Hermann Busse (1872–1918), deutscher Lyriker
- Christian Busse (Orgelbauer) (um 1560–1609), deutscher Organist und Orgelbauer
- Christian Busse (Wirtschaftsingenieur) (* 1977), deutscher Wirtschaftsingenieur und Hochschullehrer
- Christian Heinrich Ewald von Busse (1776–1852), deutscher Generalmajor, siehe Ewald von Busse
- Christine Busse (* 1972), deutsche Juristin
- Christoph Busse (* 1947), deutscher Regisseur, Komponist und Musikproduzent
- Christoph Busse (Jazzmusiker) (* 1963), deutscher Jazzmusiker
- Christopher Jan Busse (* 1994), deutscher Schauspieler
- Conrad Busse (1837–1880), deutscher Architekt und Eisenbahnbaumeister

### D
- Dietrich Busse (* 1952), deutscher Germanist

### E
- Elisabeth Busse-Wilson (1890–1974), deutsche Historikerin
- Elmar Busse (* 1951), deutscher Pater der Schönstattbewegung, geistlicher Begleiter u. a. Arbeitgeberverband
- Erich Busse (1905–1940), deutscher Widerstandskämpfer
- Ernst Busse (1897–1952), deutscher Politiker (KPD)
- Erwin von Busse (1885–1939), deutscher Maler, Theaterregisseur und Schriftsteller, siehe Granand
- Erwin Busse (1902–1984), deutscher Paläontologe
- Ewald von Busse (1776–1852), königlich preußischer Generalmajor
- Ewald Busse (1843–1937), Schlossermeister, Lokomotivbauer und Maschinenfabrikant

### F
- Felix Busse (* 1940), deutscher Rechtsanwalt
- Fjodor Fjodorowitsch Busse (1838–1897), russischer Geograph
- Fjodor Iwanowitsch Busse (1794–1859), russischer Mathematiker und Pädagoge
- Franz-Joseph Busse (* 1948), deutscher Wirtschaftswissenschaftler und Hochschullehrer
- Fred A. Busse (1866–1914), US-amerikanischer Politiker
- Friedhelm Busse (Politiker) (1929–2008), deutscher militanter Neonazi
- Friedhelm Busse (Gewerkschafter) (* 1950), deutscher Gewerkschafter (FDGB)
- Friedrich Busse (Eisenbahndirektor) (1794–1862), deutscher Betriebsdirektor und Erfinder
- Friedrich von Busse (Politiker) (1828–1916), deutscher Politiker, Mitglied des Reichstages
- Friedrich Busse (Reeder) (1835–1898), deutscher Reeder
- Friedrich Carl Busse (1924–2012), deutscher Unternehmer und Wirtschaftsmanager
- Friedrich Gottlieb von Busse (1756–1835), deutscher Mathematiker, Physiker und Hochschullehrer
- Friedrich Hermann Busse (* 1936), deutscher Physiker
- Friedrich-Wilhelm Busse (1962–2020), deutscher Kommunalpolitiker
- Fritz Busse (* 1963), deutscher Filmeditor

### G
- Gabriele Beck-Busse (* 1956), deutsche Romanistin
- Georg Busse (Kupferstecher) (1810–1868), deutscher Kupferstecher, Maler und Radierer
- Georg Busse (Politiker) (1871–1945), deutscher Rittergutsbesitzer und Politiker
- Georg Busse-Palma (1876–1915), deutscher Dichter
- Gerd Busse (* 1959), deutscher Sozialwissenschaftler
- Gerhard Busse (* 1943), deutscher Physiker und Hochschullehrer
- Gisela von Busse (1899–1987), deutsche Bibliothekarin und Autorin

### H
- Hal Busse (1926–2018), deutsche Künstlerin
- Hans Busse (Generalmajor) (1857–1937), deutscher Generalmajor
- Hans Busse (Maler, 1867) (1867–1914), deutscher Landschafts- und Architekturmaler
- Hans Busse (Maler, 1904) (1904–1992), deutscher Maler
- Hans Busse (Regisseur) (* vor 1945), deutscher Hörspielregisseur
- Hans-Busso von Busse (1930–2009), deutscher Architekt und Hochschullehrer
- Hans Heinrich Busse (1871–1920), deutscher Graphologe und Schriftsteller
- Hans Joachim von Busse (1896–1946), deutscher Landrat
- Hans-Jürgen Busse (* 1937), deutscher Maler
- Heinrich Busse (Heimatforscher) (1880–um 1951), deutscher Kaufmann und Heimatforscher
- Heinrich Busse (Grafiker) (1900–1978), deutscher Grafiker
- Heinrich-Gustav Busse (* 1938), deutscher Biochemiker und Hochschullehrer
- Heinz Busse (1925–2004), deutscher Radrennfahrer
- Helmut Busse (* 1960), deutscher Rugbyspieler und -trainer
- Henry Busse (1894–1955), US-amerikanischer Jazz-Trompeter, Komponist und Bandleader
- Herbert Busse (1899–1971), deutscher Pädagoge und Schulreformer
- Heribert Busse (1926–2024), deutscher Islamwissenschaftler
- Hermann von Busse (1818–1894), deutscher Jurist und Politiker
- Hermann Busse (Archäologe) (1846–1920), deutscher Seifenfabrikant und Amateur-Archäologe
- Hermann Busse (Künstler) (1883–1970), deutscher Maler
- Hermann Busse (Politiker) (1903–1970), deutscher Politiker (DDP, FDP)
- Hermann Eris Busse (1891–1947), deutscher Schriftsteller
- Hildegard Busse (1914–2010), deutsche Schauspielerin
- Holger Busse (1945–2020), deutscher Augenarzt und Hochschullehrer

### J
- Jan Busse, deutscher Politologe
- Joachim Busse (* 1954), deutscher Leichtathlet
- Jochen Busse (* 1941), deutscher Kabarettist und Schauspieler
- Johann Heinrich Busse (1763–1835), deutscher evangelischer Geistlicher, Bibliothekar und Übersetzer
- Johannes von Busse (1862–1936), deutscher Generalleutnant
- Johannes Busse (Informatiker) (* 1966), deutscher Informatiker und Hochschullehrer
- Julius Busse (1882–1967), deutscher Forstwissenschaftler
- Jürgen Busse (* 1949), deutscher Verwaltungsjurist

### K
- Karl Busse (Schauspieler) (1853–1895), österreichischer Schauspieler
- Karl von Busse (* vor 1950), australischer Grafikdesigner und Schul-/Akademiegründer deutscher Herkunft
- Karl Heinrich Busse (1862–1927), deutscher Lehrer und Abgeordneter im Hannoverschen Provinziallandtag
- Karsten Dehning-Busse (* 1956), deutscher Cellist, Komponist und Musikpädagoge
- Konstantin von Busse (1820–1897), preußischer Generalleutnant

### L
- Leo von Busse (1876–1916), deutscher Verwaltungsbeamter
- Lilo Busse († 1996), deutsche Schriftstellerin
- Ludwig Busse (1862–1907), deutscher Philosoph

### M
- Margot Busse (* 1944), deutsche Schauspielerin
- Marina Busse (1956–2015), deutsche Schauspielerin und Hochschullehrerin
- Martin Busse (Fußballspieler) (* 1958), deutscher Fußballspieler
- Martin Busse (Jurist) (1906–1945), deutscher Rechtswissenschaftler und Hochschullehrer
- Matthias Busse (Ingenieur) (* 1961), deutscher Ingenieur und Hochschullehrer
- Matthias Busse (Wirtschaftswissenschaftler) (* vor 1970), deutscher Volkswirt, Wirtschaftswissenschaftler und Hochschullehrer
- Max Busse (1895–1979), deutscher Richter
- Maximilian von Busse (1783–1864), preußischer Generalleutnant
- Michael Busse (Dokumentarfilmer) (* 1941), deutscher Dokumentarfilmer, Fotograf und Journalist
- Michael Busse (Ringer), polnischer Ringer
- Michael Busse (Musiker) (* 1956), deutscher Musiker, Mitgründer der Spider Murphy Gang
- Michael Busse (Admiral) (* 1959), deutscher Flottillenadmiral

### N
- Nikolai Wassiljewitsch Busse (1828–1866), erster russischer Verwalter Sachalins
- Nikolas Busse (* 1969), Journalist und Politikwissenschaftler

### O
- Oskar von Busse (1848–1908), preußischer Infanterie-Offizier, Militärschriftsteller und Übersetzer
- Otto Busse (Geometer) (1836–1889), deutscher Geometer
- Otto Busse (Mediziner, 1867) (1867–1922), deutscher Pathologe
- Otto Busse (Landrat) (1896–1967), deutscher Landwirt und Politiker (NSDAP)
- Otto Busse (Widerstandskämpfer) (1901–1980), deutscher Widerstandskämpfer
- Otto Busse (Mediziner, 1906) (1906–1974), deutscher Gynäkologe und Hochschullehrer
- Otto Busse (Radsportler) (1914–nach 1979), deutscher Radsportler
- Otto Busse (Schauspieler) (* 1923), deutscher Schauspieler
- Otto Busse (Mediziner, um 1940) (* um 1940), deutscher Neurologe und Hochschullehrer
- Otto Friedrich August Busse (1822–1883), deutsch-dänischer Ingenieur und Eisenbahnpionier

### P
- Paul Busse (um 1415–1478), Probst zu Sankt Moritz (Halle / Saale)
- Paul Busse (Politiker) (* 1938), deutscher Politiker (SPD)
- Paul Busse-Grawitz (1900–1983), deutscher Pathologe
- Peter Busse (Jurist) (* 1936), deutscher Jurist, Ministerialbeamter, Vorstandsvorsitzender der NADA
- Peter Busse (Keltologe) (* 1968), deutscher Keltologe und Sprachwissenschaftler

### R
- Ralf Busse (* 1970), deutscher Philosoph
- Reinhard Busse (* 1963), deutscher Arzt und Hochschullehrer für Management im Gesundheitswesen
- Rido Busse (1934–2021), deutscher Designer
- Rolf Busse (1931–2018), deutscher evangelischer Pfarrer
- Rudi Busse (Bauunternehmer) (1887–1974), deutscher Bauunternehmer
- Rudi Busse (1943–2007), deutscher Mediziner und Physiologe
- Rudolf Busse (1893–1984), deutscher Jurist und Herausgeber, Senatspräsident am Deutschen Patentamt

### S
- Sabine Keller-Busse (* 1965), schweizerisch-deutsche Bankmanagerin
- Stefan Busse (* 1957), deutscher Psychologe und Hochschullehrer
- Steffen Busse (* 1975), deutscher Volleyballspieler und -trainer
- Susanne Busse (* 1971), deutsche Informatikerin und Hochschullehrerin
- Sylta Busse (1906–1989), deutsche Kostümbildnerin

### T
- Tanja Busse (* 1970), deutsche Journalistin und Autorin
- Theodor Busse (1897–1986), deutscher General
- Thomas Busse (* 1957), deutscher Volkswirt und Hochschullehrer
- Tina Busse-Irwin (* 1981), kanadische Dressurreiterin
- Tomasz Busse (* 1956), polnischer Ringer
- Torsten Busse (* 1962), deutscher Rugbyspieler und -trainer

### U
- Ulrich Busse (Theologe) (* 1943), deutscher Theologe
- Ulrich Busse (Anglist) (* 1959), deutscher Linguist
- Uwe Busse (* 1960), deutscher Sänger, Songwriter und Produzent

### V
- Vanessa Busse (1980–2017), deutsche Autorin und Sängerin
- Volker Busse (* 1939), deutscher Jurist

### W
- Walter Busse (Botaniker) (1865–1933), deutscher Apotheker, Pharmazeut, Agronom und Botaniker sowie Forschungsreisender
- Walter Busse (Journalist) (1924–1986), deutscher Journalist und Kulturredakteur
- Walter Alejandro Busse (* 1987), argentinischer Fußballspieler
- Walther Busse von Colbe (1928–2021), deutscher Ökonom
- Werner Busse (Handballspieler), deutscher Handballspieler und -trainer
- Werner Busse (Boxer) (* 1939), deutscher Boxer
- Werner Busse (Badminton), deutscher Badmintonspieler
- Wilhelm Busse (Politiker) (1871–1921), deutscher Politiker
- Wilhelm Busse (1878–1965), deutscher Konteradmiral, siehe Wilhelm Buße
- Wilhelm G. Busse (* 1942), deutscher Anglist, Mediävist und Hochschullehrer
- Winfried Busse (* 1942), deutscher Hochschullehrer
- Wolfgang Till Busse (* 1965), deutscher Kunsthistoriker